# Дезерія Браянт
Дезерія Браянт (англ. Dezerea Bryant, нар. 27 квітня 1993) — американська легкоатлетка, яка спеціалізується в спринті, переможниця та призерка світових і континентальних першостей в спринтерських та естафетних дисциплінах.
На чемпіонаті світу-2019 здобула «бронзу» в естафеті 4×100 метрів та була п'ятою в бігу на 200 метрів.